# Tübinger Jungtäter-Vergleichsuntersuchung
Die Tübinger Jungtäter-Vergleichsuntersuchung (TJVU) wurde 1965 begonnen und war die erste groß angelegte kriminologische Längsschnittuntersuchung in Deutschland. Sie wurde von Hans Göppinger initiiert und bis 2001 nachuntersucht. Ihre Ergebnisse sind der Entwicklungskriminologie zuzuordnen. Neben der quantitativen (statistischen) Auswertung erfolgte unter maßgeblicher Mitwirkung von Michael Bock auch eine qualitative Auswertung der TJVU, was zur Methode der idealtypisch-vergleichenden Einzelfallanalyse (MIVEA) führte.

## Forschungsansatz
In den 1960er Jahren wurde die Dominanz der Psychiatrie in der deutschen Kriminologie heftig kritisiert. Auch Hans Göppinger, selbst Psychiater, hielt die psychiatrischen Erklärungen kriminellen Verhaltens nicht mehr für hinreichend und entschied sich für einen mehrdimensionalen Forschungsansatz. Deshalb waren an der TJVU Vertreter verschiedener wissenschaftlicher Disziplinen beteiligt: Soziologie, Psychologie, Sozialarbeit, Medizin, Jura.
Es wurde somit nicht einzelnen kriminologischen Hypothesen nachgegangen, sondern alle Facetten der Lebensgeschichte der Probanden beleuchtet. Das ergab eine detaillierte Beschreibung des Handelns von Tätern in ihren sozialen Bezügen.
Die Bestätigung oder die Begründung einer Theorie war erklärtermaßen nicht das Ziel der TJVU. Es ging um den Gewinn von kriminologischem Erfahrungswissen. Dennoch brachte die mehrdimensionale, an den Mehrfaktorenansatz der Gluecks angelehnte Herangehensweise Göppinger und seinem Team  – ebenso wie dem Göppinger-Schüler Michael Bock – den Vorwurf der Theorielosigkeit ein. Darüber hinaus wurden auch methodische Bedenken geltend gemacht. Laut Hans Joachim Schneider wurde beispielsweise nicht berücksichtigt, dass es sich bei den Untersuchten um eine aufgrund von Entscheidungen der Strafverfolgungsbehörden vorausgelesene Gruppe handle. Die ermittelten Merkmale der Häftlinge bräuchten deshalb nicht mit Kriminalität zusammenzuhängen. Sie könnten auch auf der Auswahl der Strafverfolgungsbehörden beruhen oder auf die Auswirkungen der Haftsituation zurückgeführt werden. Zudem sei bei der Vergleichsgruppe keine Dunkelfelduntersuchung durchgeführt worden. Es könne also nicht ausgeschlossen werden, dass auch in der "nichtkriminellen" Kontrollgruppe Fälle unentdeckter Kriminalität vorhanden seien.

## Das Setting der Untersuchung
Die TJVU besteht aus zwei Stichproben, die nach dem Zufallsprinzip gezogen wurden. Eine sogenannte Häftlingsgruppe (H-Probanden) bestand aus 200 männlichen Strafgefangenen der damaligen Landesstrafanstalt Rottenburg am Neckar (Landgerichtsbezirk Tübingen), die zwischen 20 und 30 Jahren alt waren. Die Vergleichsgruppe (V-Probanden) wurde aus 200 entsprechend jungen Männern gebildet, die im Einzugsgebiet der Strafanstalt Rottenburg lebten. Bei diesen Männern handelte es sich um eine repräsentative Gruppe von Nicht-Inhaftierten, wobei manche auch vorbestraft waren.

## Untersuchungsergebnis
Das hauptsächliche Untersuchungsergebnis der TJVU besteht darin, dass sich die Mitglieder der Häftlingsgruppe und der Vergleichsgruppe in Bereichen wie Herkunft, Sozialisationsbedingungen, Bildung und sozialer Status nicht signifikant unterschieden. Im Umgang mit den vorgegebenen sozialen Bedingungen differierten die Handlungen von H-Probanden und V-Probanden jedoch erheblich.

## Nachuntersuchungen
Unter Leitung von Hans-Jürgen Kerner wurde die TJVU in mehreren Wellen nachuntersucht – zuletzt 1995. Die Tübinger Kriminologen Wolfgang Stelly und Jürgen Thomas arbeiteten bis 2001 noch einmal die Lebensgeschichten aller TJVU-Probanden auf. Somit wurden deren Lebensläufe bis in die Mitte des fünften Lebensjahrzehnts rekonstruiert. Im Ergebnis wurden die Annahmen der Theorie der vier Bindungen und des Wendepunkt-Ansatzes von Sampson und Laub bestätigt.